# 484 Pittsburghia
484 Pittsburghia
Pittsburghia là một tiểu hành tinh ở vành đai chính, di chuyển theo quỹ đạo quanh Mặt Trời cách Trái Đất 150 triệu dặm.
Tiểu hành tinh này do Max Wolf phát hiện ngày 29.4.1902 ở Heidelbergvà được đặt theo tên thành phố Pittsburgh, tiểu bang Pennsylvania, (Hoa Kỳ), nơi là di sản khoa học và công nghệ, đã sản xuất ra một số trang thiết bị thiên văn học tinh vi nhất thời đó. .